# 日知録
『日知録』（にっちろく）は、中国の清朝の顧炎武（1613年 - 1682年）の著である。32巻。
その初刻本は、1670年（康熙9年）に淮安府で出版されており、8巻本であった。現行の32巻本が、弟子の潘耒らの手によって福州府で出版されたのは、1695年（康熙34年）のことであった。自序は、1676年（康熙15年）に記されている。
その体裁は随筆体によっているが、全体は、経義・政事・世風・芸文・史法・天象術数・地理などの諸篇に分かれる。その精緻な考証は、後の清朝の考証学の範となった。その特徴は、考証を目的とした考証に甘んじず、考証によって、現実の政治や社会に対する批判精神や、斬新な政治思想を展開している点に見られる。補遺編としての、日知録之余4巻も、同じく顧炎武の著作であり、併せ見るべきものである。
原文は、黄汝成による日知録集釈によって読まれるのが、一般的である。

## 日本語文献
各・抜粋での著訳書
- 『中国文明選7　顧炎武集』、清水茂、朝日新聞社、1974年、再版1977年
- 『清朝初期の尚書研究　顧炎武『日知録』と閻若璩(エン ジャクキョ)『尚書古文疏證』』、野間文史訓注、明徳出版社、2023年
- 『顧炎武と平賀中南の春秋學』、野間文史訓注、明徳出版社、2024年